# Sierra de la Silla

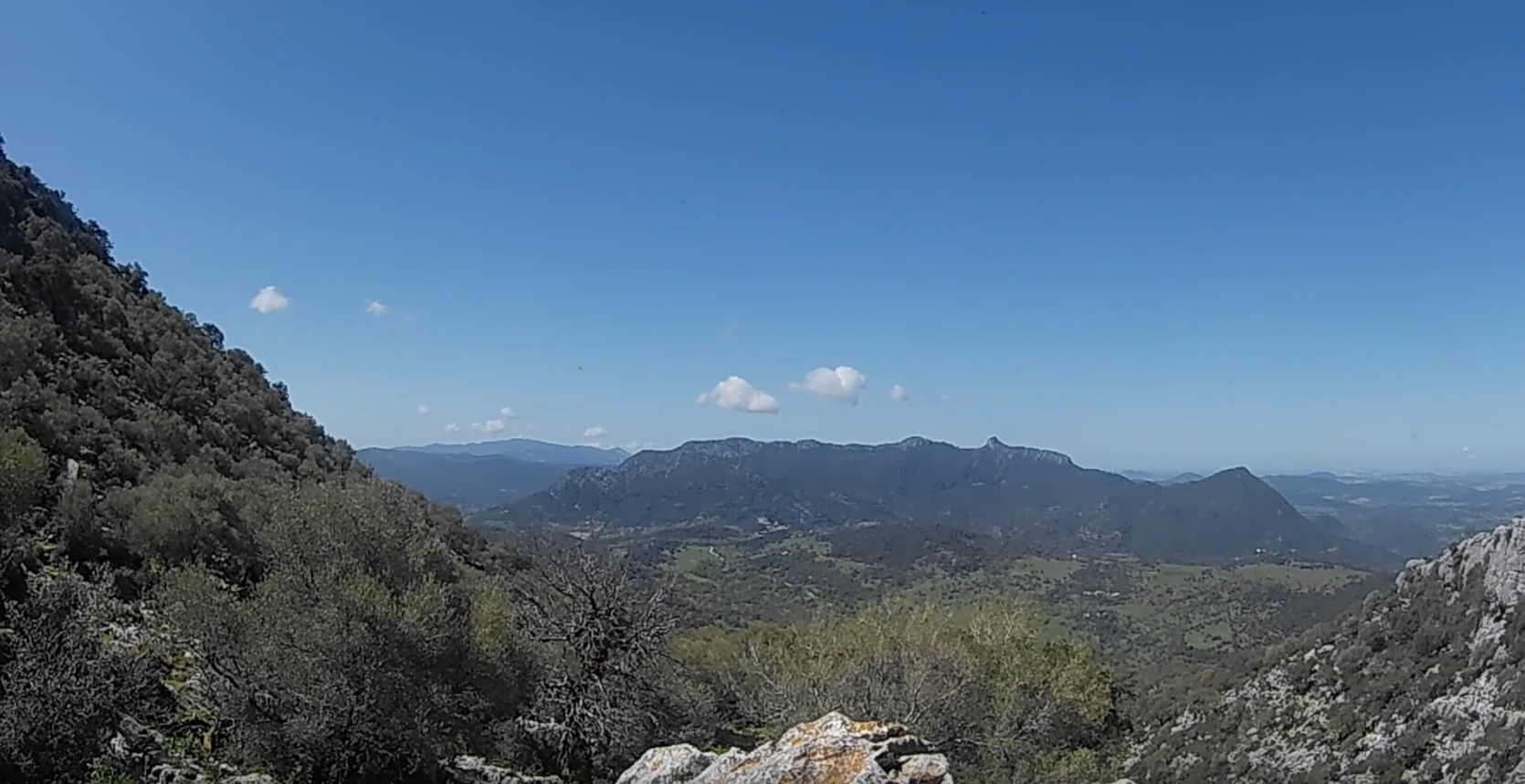
Sierra de la Silla vista desde el Salto del Cabrero, en abril de 2018.

La sierra de la Silla es un conjunto orográfico de la provincia de Cádiz, situada entre los términos de Ubrique y Benaocaz. Ocupa una posición dominante en todo el sector occidental del parque natural sierra de Grazalema, a pesar de su moderada altitud, al destacar sobre el conjunto de relieves más bajos que lo circundan, como son la depresión del Tavizna, el embalse de los Hurones y la depresión de Ubrique. 

## Localización

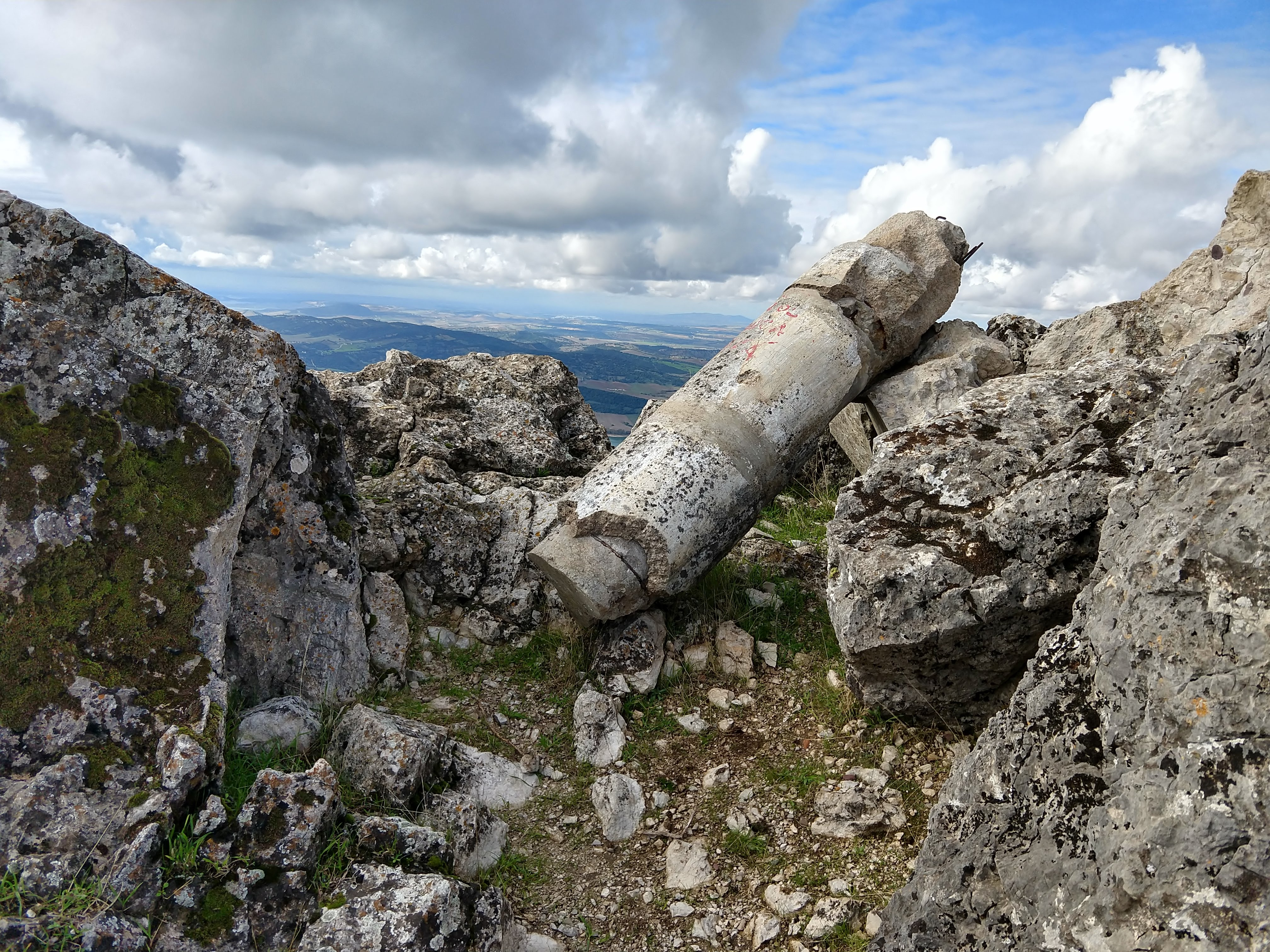
Vértice geodésido del pico

Es una alineación calcárea que alcanza una altura de 905 metros. Al sur queda el embalse de Los Hurones y las ruinas del castillo de Fátima, por el norte el paisaje se extiende por la depresión del Boyar, con el Salto del Cabrero y el castillo de Tavizna, hasta la sierra del Pinar.
Resulta llamativa la silueta de la zona de cumbres entre el  pico de la Silla y el Palmarejo, cuyo parecido a una silla de montura es el que da nombre a esta sierra, así como la forma extraordinariamente cónica del monte El Higuerón. 
En sus faldas Norte y Este destaca la abundante vegetación característica del bosque mediterráneo, así como los impresionantes escarpes calizos que la delimitan por el Sur y el Oeste, factores que propician la riqueza de la zona en ungulados y rapaces.
Desde sus cumbres se dominan buena parte de las sierras de la zona.

## Turismo
Cuenta con una sendero de ecoturismo señalizado.